# Großer Preis von Spanien 1927

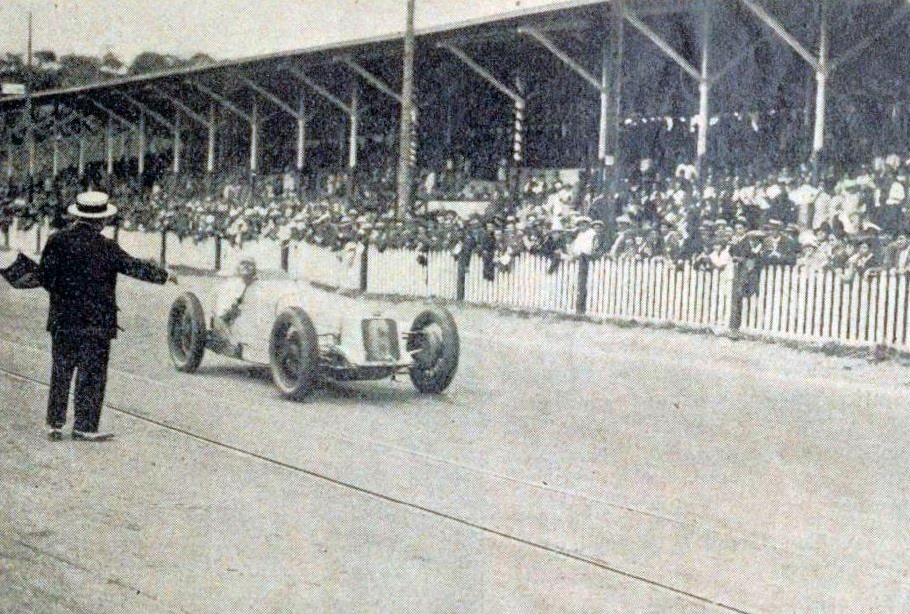
Rennsieger Robert Benoist

Der IV. Große Preis von Spanien fand am 31. Juli 1927 auf dem Circuito Lasarte bei San Sebastián statt und war Wertungslauf zur dritten Automobilweltmeisterschaft.
Das Rennen wurde unter Anwendung der geltenden Internationalen Grand-Prix-Rennformel (Rennwagen bis 1,5 Liter Hubraum; Mindestgewicht 700 kg, Karosseriebreite mindestens 80 cm; Renndistanz mindestens 600 km) über 40 Runden à 17,315 km ausgetragen, was einer Gesamtdistanz von 692,6 km entsprach.
Sieger wurde Robert Benoist auf einem Delage Type 15 S 8.

## Rennen
Im Gegensatz zum Vorjahr war der Große Preis von Spanien 1927 wieder das eigentliche Grande Épreuve der traditionellen Rennwoche von San Sebastián und wurde als Lauf zur Automobilweltmeisterschaft entsprechend nach den Bestimmungen der Internationalen Rennformel ausgetragen. Dagegen fand das Formula-Libre-Rennen an gleicher Stelle dieses Mal eine Woche vorher unter dem Titel des Großen Preises von San Sebastián statt.
Nachdem man zuvor noch den französischen Grand Prix mangels Erfolgsaussichten ausgelassen hatte, rechnete sich Bugatti – nach dem zwischenzeitlich Rückzug von Talbot aus dem Grand-Prix-Sport einziger verbliebener ernsthafter Gegner für Delage – mit dem handlichen Bugatti Type 39A auf dem kurvenreichen und schlecht ausgebauten klassischen Straßenkurs von Lasarte bessere Chancen aus, um gegen die ansonsten übermächtig erscheinenden Delage Type 15 S 8 zu bestehen. Zudem hatten man die Möglichkeit des Formula-Libre-Rennens genutzt, um nicht nur die Fahrer auf die Strecke einzustimmen, sondern gleichzeitig auch die öffentliche Präsentation des neuen Bugatti Royale mit einem Dreifachsieg von Emilio Materassi, André Dubonnet und Caberto Conelli – gegen unterklassige Konkurrenz – werbewirksam zu untermalen.
In der Tat geriet das Delage-Team anschließend in einem der bis dahin spannendsten Rennen der Grand-Prix-Geschichte zum einzigen Mal in dieser Saison wirklich ernsthaft in Bedrängnis. Allein Top-Pilot Robert Benoist gelang es, sich nach dem fliegend ausgeführten Start vor das Bugatti-Trio zu setzen, während seine Teamkollegen Edmond Bourlier und André Morel dahinter Mühe hatten, überhaupt den Anschluss zu halten. Mehr Teilnehmer waren insgesamt auch gar nicht gestartet, abgesehen vom Maserati des einheimischen Fahrers Joaquin Palacio, bei dem es sich in Wirklichkeit um einen reinen Privateinsatz handelte, und der schon nach ein paar wenigen Runden das Rennen nach großem Rückstand frühzeitig beenden musste.
Nachdem Materassi in der siebten Runde kurz von der Strecke abgekommen war, konnte Benoist seinen Vorsprung zwar zunächst etwas vergrößern, aber etwa zur Hälfte des Rennens musste er einen außerplanmäßigen Boxenstopp einlegen, um die Zündkerzen zu wechseln. Materassi konnte hierdurch vorbeiziehen, aber nachdem auch er noch einmal zum Reifenwechsel anhalten musste, kam er gerade noch unmittelbar vor Benoist wieder zurück auf die Strecke. Vier Runden lang tobte nun ein spannender Rad-an-Rad-Kampf, bei dem zunächst Benoist, dann zur Überraschung aller aber doch auch wieder Materassi die Nase vorn hatte. Um das Tempo mitgehen zu können, musste der Italiener aber mit letztem Einsatz fahren, was ihm in der 31. Runde schließlich zum Verhängnis wurde. An derselben Stelle wie zuvor nahm er eine Kurve zu schnell und verlor die Kontrolle über das Auto, das sich glücklicherweise nicht überschlug, aber nach dem Aufprall auf eine Mauer mit abgerissenen Rädern strandete. Benoist konnte dahinter gerade noch die Strecke verlassen, um einer Kollision zu entgehen, verbrachte aber anschließend einige Minuten an der Box, um sich von dem Schock wieder zu erholen. Sein Vorsprung auf Conelli und Louis Chiron – der das Auto von Dubonnet in der Zwischenzeit übernommen hatte – war jedoch groß genug, um das Rennen nun trotzdem noch sicher nach Hause zu fahren. Chiron dagegen hatte kurz vor Schluss auch seinerseits noch einen Unfall, aber immerhin konnte Conelli als Zweiter den Delage von Bourlier hinter sich lassen, der als Dritter und Letzter die Schlussrunde noch allein zu Ende fahren musste.

## Ergebnisse

### Meldeliste
| Team                         | Nr. | Fahrer                  | Info  | Chassis                        | Motor                          | Reifen |
| ---------------------------- | --- | ----------------------- | ----- | ------------------------------ | ------------------------------ | ------ |
| Automobiles Talbot           | 01  | Albert Divo             | DNA a | Talbot GPLB                    | Talbot 1.5L I8 Kompressor      | M      |
| Automobiles Talbot           | 07  | William Grover-Williams | DNA a | Talbot GPLB                    | Talbot 1.5L I8 Kompressor      | M      |
| Automobiles Talbot           | 11  | Louis Wagner            | DNA a | Talbot GPLB                    | Talbot 1.5L I8 Kompressor      | M      |
| Marqués de Sota              | 02  | Marqués de Sota         | DNA   | Maserati 26                    | Maserati 26 1.5L I8 Kompressor | EX     |
| Major Frank Halford          | 03  | George Eyston           | DNA   | Aston Martin „Halford Special“ | Halford 1.5L I6 Kompressor     |        |
| Automobiles Ettore Bugatti   | 04  | Emilio Materassi        |       | Bugatti T39A                   | Bugatti 1.5L I8 Kompressor     | M      |
| Automobiles Ettore Bugatti   | 09  | Caberto Conelli         |       | Bugatti T39A                   | Bugatti 1.5L I8 Kompressor     | M      |
| Automobiles Ettore Bugatti   | 12  | André Dubonnet b        |       | Bugatti T39A                   | Bugatti 1.5L I8 Kompressor     | M      |
| Automobiles Ettore Bugatti   |     | Louis Chiron            | RES   |                                |                                | M      |
| Automobiles Ettore Bugatti   |     | Louis Charavel          | RES   |                                |                                | M      |
| Automobiles Ettore Bugatti   |     | Meo Costantini          | RES   |                                |                                | M      |
| SA des Automobiles Jean-Graf | 05  | Jean Graf               | DNA   | Jean Graf La Perle             | CIME 1.5L I6                   |        |
| Automobiles Delage           | 06  | Robert Benoist          |       | Delage Type 15 S 8 1927        | Delage 1.5L I8 Kompressor      | M      |
| Automobiles Delage           | 10  | Edmond Bourlier         |       | Delage Type 15 S 8 1927        | Delage 1.5L I8 Kompressor      | M      |
| Automobiles Delage           | 14  | André Morel             |       | Delage Type 15 S 8 1927        | Delage 1.5L I8 Kompressor      | M      |
| Automobiles Delage           |     | Guy Bouriat             | RES   |                                |                                | M      |
| Automobiles Delage           |     | Robert Sénéchal         | RES   |                                |                                | M      |
| Joaquín Palacio              | 08  | Joaquín Palacio         |       | Maserati 26                    | Maserati 26 1.5L I8 Kompressor | A      |
| Joaquín Palacio              |     | Alfieri Maserati        | RES   | Maserati 26                    | Maserati 26 1.5L I8 Kompressor | A      |

### Startaufstellung
Die Startpositionen wurden in der Reihenfolge der teamweise zugeordneten Startnummern vergeben.
| Materassi | Benoist  | Palacio  |
|           |          |          |
| Conelli   | Bourlier | Dubonnet |
|           |          |          |
|           |          | Morel    |

### Rennergebnis
| Pos. | Fahrer                      | Konstrukteur | Runden | Stopps | Zeit         | Start | Schnellste Runde | Ausfallgrund |
| ---- | --------------------------- | ------------ | ------ | ------ | ------------ | ----- | ---------------- | ------------ |
| 01   | Robert Benoist              | Delage       | 40     | 3      | 5:20:45,0 h  | 2     | 7:33,2 min       |              |
| 02   | Caberto Conelli             | Bugatti      | 40     |        | + 2:17,0 min | 4     |                  |              |
| 03   | Edmond Bourlier             | Delage       | 40     |        | + 7:27,0 min | 5     |                  |              |
| —    | André Dubonnet Louis Chiron | Bugatti      | 36     |        | DNF          | 6     |                  | Unfall       |
| —    | Emilio Materassi            | Bugatti      | 30     |        | DNF          | 1     |                  | Unfall       |
| —    | André Morel                 | Delage       | 16     |        | DNF          | 7     |                  | Motorschaden |
| —    | Joaquín Palacio             | Maserati     | 2      |        | DNF          | 3     |                  | Motorschaden |